# Pannecé

Localització de Pannecé

Pannecé (en bretó Panezeg) és un municipi francès, situat a la regió de país del Loira, al departament de Loira Atlàntic, que històricament va formar part de la Bretanya. L'any 2006 tenia 1.122 habitants. Limita al nord-oest amb Riaillé, al nord amb Bonnœuvre, al nord-est amb Saint-Mars-la-Jaille, a l'oest amb Teillé, a l'est amb Maumusson i al sud-est amb Pouillé-les-Côteaux.

## Demografia
| Evolució de la població Cassini i INSEE |      |      |      |      |      |      |      |      |
| 1793                                    | 1800 | 1806 | 1821 | 1831 | 1836 | 1841 | 1846 | 1851 |
| 1008                                    | 1062 | 1070 | 1087 | 1153 | -    | 1204 | 1234 | 1298 |

| 1856 | 1861 | 1866 | 1872 | 1876 | 1881 | 1886 | 1891 | 1896 |
| ---- | ---- | ---- | ---- | ---- | ---- | ---- | ---- | ---- |
| 1370 | 1367 | 1410 | 1408 | 1494 | 1553 | 1587 | 1613 | 1549 |

| 1901 | 1906 | 1911 | 1921 | 1926 | 1931 | 1936 | 1946 | 1954 |
| ---- | ---- | ---- | ---- | ---- | ---- | ---- | ---- | ---- |
| 1517 | 1427 | 1405 | 1237 | 1175 | 1165 | 1165 | 1152 | 1106 |

| 1962 | 1968 | 1975 | 1982 | 1990 | 1999 | 2006 | 2011 | 2016 |
| ---- | ---- | ---- | ---- | ---- | ---- | ---- | ---- | ---- |
| 1134 | 1171 | 1067 | 980  | 952  | 911  | -    | -    | -    |

| 2019 | - | - | - | - | - | - | - | - |
| ---- | - | - | - | - | - | - | - | - |
| -    | - | - | - | - | - | - | - | - |

## Administració
| Període   | Identitat      | Partit |
| --------- | -------------- | ------ |
| 2001-2008 | Pépita Joulain |        |
| 2008-     | Daniel Terrien |        |